# Río Pauto
El río Pauto es un río del oriente de Colombia, un afluente del río Meta que nace en el departamento de Boyacá y discurre casi en su totalidad por el departamento de Casanare. 

## Geografía
El río Pauto nace en el Cerro de Romeral o Alto de los Romeros a 3.700 m s. n. m., en el municipio de Socotá (Boyacá), desarrollando su cauce por el flanco este de la cordillera oriental, hasta llegar al piedemonte llanero y la planicie, a una cota de 300 m; de forma que su cuenca se distribuye una parte en la cordillera oriental y otra parte en la región de los llanos Orientales, irrigando parte de los departamentos de Boyacá y Casanare. 
Este río es también parte del límite natural entre los municipios de San Luis de Palenque y Trinidad, así como entre San Luis de Palenque y Pore. En el municipio de San Luis de Palenque esta cuenca es casi una sola junto con el río Guanapalo y cuenta con una superficie aproximada de 2100 km² localizada hacia el nororiente del municipio, pasando por las veredas de El Romero, Las Calles, Gaviotas, El Garrancho, La Esperanza, El Caimán, El Merey, Palestina, Santa Ana, El Samán, San Francisco, La Nevera, Venturosa, Platanales, La Riverita, Ulere y Guaracuras. 
Los afluentes del río Pauto en el municipio de San Luis son pocos, debido a que por ser una zona con pendiente hacia el sureste, la mayoría de caños discurren subparalelos a su cauce desembocando directamente en el río Meta.
El río Pauto es de gran importancia para el municipio de San Luis de Palenque, por ser una de las principales fuentes de abastecimiento de agua para las actividades económicas desarrolladas y en época de escasez o sequía la población ribereña y del casco urbano se provee del río. Al ser vía de comunicación permanente entre los departamentos del Casanare, Vichada y Meta, sus suelos más fértiles son atracción para la población que se ha asentado a su alrededor.